# Olios bibranchiatus
Olios bibranchiatus är en spindelart som beskrevs av Fox 1937. Olios bibranchiatus ingår i släktet Olios och familjen jättekrabbspindlar. Inga underarter finns listade i Catalogue of Life.